# 굿' 바이: Good & Bye
《굿' 바이: Good & Bye》(일본어: おくりびと 오쿠리비토[*])는 2008년 일본의 드라마 영화이다. 타키타 요지로가 감독을 맡았으며 모토키 마사히로, 히로스에 료코, 야마자키 츠토무가 출연하였다. 전직 첼리스트의 이야기를 다루고 있다.
2009년 제81회 미국 아카데미상 최우수 외국어 영화상 수상과 함께, 제32회 일본 아카데미상 최우수 작품상 수상작이다.

## 줄거리
다이고 고바야시는 오케스트라가 해체되면서 첼리스트로서 일자리를 잃는다. 그와 아내 미카는 도쿄에서 그의 고향인 야마가타로 이사한다. 그들은 2년 전 어머니가 돌아가셨을 때 물려받은 어린 시절의 집에서 산다. 그 집 앞에는 다이고의 아버지가 그가 6살 때 여종업원과 함께 도망치기 전에 운영했던 커피숍이 있다. 그 이후로 둘은 연락이 없었다. 다이고는 아버지에 대한 증오와 어머니를 더 잘 돌보지 못한 죄책감을 느낀다. 그는 여전히 예전에 아버지가 그에게 주었던 "돌 편지"—질감을 통해 의미를 전달한다고 전해지는 돌—를 간직하고 있다.
다이고는 "출발 보조"라는 직업 광고를 발견한다. 여행사 일이라고 생각하고 NK 에이전트 사무실에서 면접을 보러 가는데, 비서 가미무라 유리코로부터 시신을 화장하기 위해 준비하는, 입관이라는 의식을 하는 일이라는 것을 알게 된다. 내키지 않지만, 다이고는 그 자리에서 고용되고 새 상사 사사키로부터 현금 선불금을 받는다. 다이고는 자신의 업무에 대해 비밀스럽게 행동하며 미카에게 일의 진짜 본질을 숨긴다.
그의 첫 임무는 집에서 사망한 지 2주가 지나서야 발견된 여성의 입관을 돕는 것이었다. 그는 메스꺼움에 시달렸고 나중에 버스에서 낯선 사람들이 그에게서 불쾌한 냄새를 감지하자 굴욕감을 느꼈다. 몸을 씻기 위해 그는 어릴 때 자주 가던 공중 목욕탕을 방문한다. 이 목욕탕은 다이고의 옛 급우 중 한 명의 어머니인 야마시타 쓰야코가 소유하고 있었다.
시간이 지나면서 다이고는 여러 임무를 완수하고 고인 가족들의 감사함을 경험하면서 자신의 직업에 편안함을 느낀다. 그는 사회적 따돌림을 당하지만, 미카가 그가 시신 역을 연기하는 훈련 DVD를 발견하고 그를 떠나 도쿄 부모님 집으로 돌아간 후에도 그만두기를 거부한다. 다이고의 옛 급우인 야마시타는 장의사가 더 존경받는 직업을 찾으라고 주장하며, 그때까지 그와 그의 가족을 피한다.
몇 달 후, 미카가 돌아와 임신했다고 알린다. 그녀는 다이고가 자녀가 자랑스러워할 만한 직업을 찾기를 바란다. 이어진 말다툼 중에 다이고는 야마시타 부인의 입관 요청 전화를 받는다. 다이고는 야마시타 가족과 미카 앞에서 그녀의 시신을 준비하는데, 미카는 그 공중 목욕탕 주인을 알고 있었다. 이 의식은 참석한 모든 사람들에게 존경을 얻었고, 미카는 다이고에게 직업을 바꾸라고 더 이상 주장하지 않는다. 장례식에서 야마시타는 화장로의 작은 구멍을 통해 어머니의 시신이 불타는 것을 볼 수 있었고, 화장로 운영자가 들려주는 죽음에 대한 진심 어린 일화를 들었다.
얼마 후, 그들은 다이고의 아버지가 돌아가셨다는 소식을 듣는다. 다이고는 다시금 분노를 느끼며 NK 사무실의 다른 사람들에게 아버지의 시신을 처리하기를 거부한다고 말한다. 오래 전에 자신의 아들을 버린 것에 대해 부끄러움을 느끼던 유리코는 다이고의 마음을 바꾸려고 이 사실을 다이고에게 말한다. 다이고는 유리코를 꾸짖고 뛰쳐나갔다가 마음을 가다듬고 돌아온다. 그는 미카와 함께 다른 마을로 가서 시신을 본다. 다이고는 처음에는 그를 알아보지 못했지만, 지역 장례식 직원들이 시신을 소홀히 다루자 불쾌해한다. 그는 직접 옷을 입히겠다고 주장하고, 그렇게 하는 동안 죽은 자의 손에 꼭 쥐여 있던, 그가 아버지에게 주었던 돌 편지를 발견한다. 어린 시절 아버지의 얼굴에 대한 기억이 그에게 돌아오고, 의식을 마친 후 다이고는 돌 편지를 미카의 임신한 배에 부드럽게 가져다 댄다.

## 출연진
- 모토키 마사히로 - 고바야시 다이고 역
- 히로스에 료코 - 고바야시 미카 역
- 야마자키 쓰토무 - 사사키 쇼에이 역
- 요 키미코 - 우에무라 유리코 역
- 요시유키 가즈코 - 야마시타 쓰야코 역
- 스기모토 뎃타 - 야마시타 역
- 사사노 다카시 - 히라타 쇼키치 역
- 다치바나 유카리 - 야마시타 리에 역
- 이즈카 모모카 - 야마시타 시오리 역
- 고바야시 히데키 - 야마시타의 딸 역
- 미네기시 도루 - 고바야시 요시키 역

## 한국판 성우진(KBS)
- 박영재 - 다이고(모토키 마사히로)
- 이채정 - 미카(히로스에 료코)
- 장광 - 사사키(야마자키 쓰토무)
- 민지 - 우에무라(요 기미코)
- 김창주 - 히라타(사사노 다카시)
- 최문자 - 츠야코(요시유키 가즈코)
- 장민혁 - 야마시타(스기모토 뎃타)
- 김준 - 토가시(야마다 다츠오)
- 김익태 - 죽은 여자의 아빠(오오타니 료스케)
- 김혜미 - 죽은 여자의 엄마(코야나기 유키미)
- 권연희 - 학생(마리 하야시다)
- 서지연 - 야마시타의 딸(이즈카 햐카)
- 윤승희 - 야마시타의 아내(유카리 타치바나)
- 김목용 - 불량 학생(타카라이 마사아키)

## 수상 및 후보
2010년
- 제30회 홍콩금상장영화제 : 아시아영화상 (타키타 요지로)

2009년
- 제32회 일본 아카데미상
  - 우수 미술상 (오가와 후미오)
  - 우수 여우주연상 (히로스에 료코)
  - 우수 음악상 (히사이시 조)
  - 최우수 각본상 (고야마 군도)
  - 최우수 감독상 (타키타 요지로)
  - 최우수 남우조연상 (야마자키 츠토무)
  - 최우수 남우주연상 (모토키 마사히로)
  - 최우수 녹음상 (사토루 오자키 외1명)
  - 최우수 여우조연상 (요 기미코)
  - 최우수 조명상 (다카야 히토시)
  - 최우수 촬영상 (하마다 다케시)
  - 최우수 편집상 (가와시마 아키마사)
  - 최우수작품상

- 제51회 일본 블루 리본상 : 남우주연상 (모토키 마사히로)

- 제63회 일본 마이니치 영화 콩쿨 일본 영화 대상 : 녹음상

- 제33회 일본 호치 영화상 : 최우수 작품상

- 제21회 일본 닛칸 스포츠 영화 대상 감독상 : 최우수 작품상

- 제30회 요코하마 영화제
  - 최우수 작품상
  - 감독상 (타키타 요지로)
  - 여우조연상 (요 기미코)
  - 베스트 10 1위 선정

- 제82회 일본 키네마 준보 베스트 텐
  - 일본 영화 남우주연상
  - 일본 영화 각본상 (모토키 마사히로)
  - 일본 영화 감독상 (타키타 요지로)

- 제18회 일본 도쿄 스포츠 영화 대상
  - 남우주연상 (모토키 마사히로)
  - 남우조연상 (야마자키 쓰토무)

- 제3회 아시아 태평양 스크린 어워드
  - 남우주연상 (모토키 마사히로)
  - 최우수 각본상 (고야마 군도)

- 제11회 우디네 극동영화제 : 관객상
- 제3회 아시아 필름 어워드 : 남우주연상 (모토키 마사히로)
- 제81회 미국 아카데미상 : 외국어영화상 (타키타 요지로)

2008년
- 제32회 몬트리올 국제영화제 : 그랑프리
- 제28회 하와이국제영화제 : 관객상

- 2008 일본 예고편 ZEN 영화제 그랑프리
  - 영화관 대상 "극장 스탭 선정, 2008년에 가장 스크린에서 빛난 영화" 제3위